# Liste der Geotope im Landkreis Vechta
Die Liste der Geotope im Landkreis Vechta nennt die Geotope im Landkreis Vechta in Niedersachsen.
| Geotop-Nr. | Bezeichnung | Ort                                                  | Bemerkung | Koordinaten                     | Bild                                                     |
| ---------- | ----------- | ---------------------------------------------------- | --- | ------------------------------- | -------------------------------------------------------- |
| 3116/04    | Schlatt     | 1,6 km SE Wöstendöllen im Forst Stubbenkamp, Jg. 18. | Geotoptypen: Hohlform, Schlatt. Form fast rund, Durchmesser ca. 200 m. 1–1,5 m unter umliegenden Gelände, vermoort. Stratigraphie: Quartär-Holozän. Naturdenkmal ND VEC 00088. | 52° 48′ 7,2″ N, 8° 21′ 40″ O    |                                                          |
| 3414/01    | Sandgrube   | NNE Severinghausen, ca. 2 km OSO Neuenkirchen.       | Geotoptyp: Sandgrube. Länge 50 m, Breite 50 m. Stratigraphie: Quartär, Saale-Vereisung. Petrographie: gestauchte quartäre, meist feinkörnige Sande in der Stauchendmoräne.     | 52° 30′ 3,6″ N, 8° 5′ 34,8″ O   |                                                          |
| 3414/01    | Findling    | 500 m SSE Halter, Wegeinsel.                         | Geotoptyp: Findling. Länge 1,4 m, Breite 0,7 m, Höhe 1,7 m. Stratigraphie: Quartär-Pleistozän, Saale-Kaltzeit. Petrographie: Granit, bunt, eckige Kanten und Form, feinkörnig. | 52° 49′ 19,2″ N, 8° 15′ 14,4″ O |                                                          |
| 3215/01    | Findling    | Vechta, Universität, Driverstraße.                   | Geotoptyp: Findling. Gewicht: 10 t. Stratigraphie: Quartär - Pleistozän, Saale-Eiszeit. Petrographie: Granit.                                                                  | 52° 43′ 15,6″ N, 8° 17′ 34,8″ O | Granitfindling im Findlingsgarten der Universität Vechta |